# 거리의 보안관
《거리의 보안관》(영어: Swelter)은 2014년 공개된 미국의 액션 영화이다.

## 출연
- 장클로드 반담
- 레니 제임스
- 앨프리드 몰리나
- 카탈리나 산디노 모레노
- 그랜트 볼러
- 조시 헨더슨
- 브래드 카터
- 프레이아 팅글리
- 애비 밀러
- 가이 윌슨
- 코트니 호프
- 피터 백
- 아리 버빈
- 리처드 화이튼
- 트레이시 월터
- 민디 로빈슨